# Расселл, Артур (музыкант)
Чарльз Артур Расселл (англ. Charles Arthur Russell Jr.; 21 мая 1951, Оскалуса, Айова, США — 4 апреля 1992, Нью-Йорк, США) — американский виолончелист, композитор и музыкант. Его творчество охватывает множество жанров, включая авангард, экспериментальную музыку, диско и фолк. Занимался изучением современной экспериментальной композиции и индийской классической музыки. В середине 1970-х годов Расселл переехал в Нью-Йорк и со временем получил некоторую известность, будучи активным участником авангардной и диско-сцен города (не в последнюю очередь из-за того, что в течение 1970—1980-х годов он был связан с минималистическим и экспериментальным пространством The Kitchen).
После смерти Расселла было выпущено несколько альбомов неиздававшихся ранее записей, включая Another Thought (1994), The World of Arthur Russell (2003), Calling Out of Context (2004) и Corn (2015). Также в 2008 году вышел документальный фильм Мэтта Вульфа Wild Combination: A Portrait of Arthur Russell.
Основное признание получил после смерти. Его песни многократно перепевались ведущими исполнителями: Йенсом Лекманом, Трейси Торн, Talking Heads, Хосе Гонзалесом и многими другими. Икона современной электронной музыки. В его честь организуются многочисленные фестивали в различных странах мира.

## Ранние годы
Родился 21 мая 1951 года в Оскалусе, Айова, США. Его отец был морским офицером, а после отставки — мэром города. В детстве и юношестве Расселл обучался игре на виолончели и фортепиано, постепенно начав сочинять собственную музыку. Когда ему исполнилось 18 лет, переехал в Сан-Франциско, где присоединился к буддистской коммуне, возглавляемой эмигрантом из СССР Невиллом Уорвиком. Изучал северо-индийскую классическую музыку в Ali Akbar College of Music и основы западной композиции в консерватории Сан-Франциско. После знакомства с Алленом Гинзбергом начал с ним сотрудничать, выступая в качестве аккомпанирующего музыканта (виолончель), в то время как Гинзберг пел или читал собственные стихотворения.

## Личная жизнь
В юности Рассел был, скорее, гетеросексуален. По крайней мере, известны две связи с женщинами — с Мюриэль Фудзи в Сан-Франциско и затем с Сидни Мюррей в Нью-Йорке.
Несмотря на то, что Рассел недолго встречался с Алленом Гинзбергом в 1973 году, он не идентифицировал себя как гея до начала отношений с парикмахером Луи Акилоном в 1976 году. После расставания с Акилоном Рассел несколько лет встречался с Дональдом Марком, который впоследствии стал его менеджером. По словам Стивена Хола отношения были бурными, «с большим количеством секса втроём, драками и весьма драматичными эмоциональными сценами». Когда эта связь подошла к концу, Рассел познакомился с мастером по шелкографии Томом Ли. Их дружба быстро перешла в совместное проживание.
Хотя Рассел продолжал встречаться с другими мужчинами и женщинами, их связь с Ли продлилась вплоть до смерти Рассела в 1992 году. Ли стал школьным учителем и продолжил жить в их съёмной квартире в Ист-Виллидж до февраля 2011 года. Он стал распорядителем наследства Рассела. Эта связь детально изображена в документальном фильме Мэтта Вульфа Wild Combination: A Portrait of Arthur Russell.

## Наследие и влияния
Несмотря на то, что Расселл не смог достичь большого успеха при жизни, его творчество имело значительное влияние на большое число музыкантов и отдельные жанры. Stylus Magazine в рецензии на сборник Calling Out of Context описывает Расселла как «музыканта, преступно упускаемого из виду слишком долго» и «непризнанного гения своего времени».

## Дискография

### Студийные альбомы

#### Сольные альбомы
- Tower of Meaning (1983, Chatham Square)
- Instrumentals, 1974 — Vol. 2 (1984, Another Side)
- World of Echo (1986, Upside/Rough Trade)
- Another Thought (1994, Point Music)

#### Синглы и EP
- Let’s Go Swimming (1986, Logarythm/Rough Trade)

#### Сборники
- The World of Arthur Russell (2003, Soul Jazz Records)
- Calling Out of Context (2004, Rough Trade)
- First Thought Best Thought (2006, Audika)
- Springfield (2006, Audika)
- Love Is Overtaking Me (2008, Audika/Rough Trade)
- The Sleeping Bag Sessions (2009, Sleeping Bag)
- Red Hot + Arthur Russell (2014, Red Hot)
- Corn (2015, Audika)

### Участие в других проектах

#### The Necessaries
- Big Sky (1981, Sire)
- Event Horizon (1982, Sire)

#### Dinosaur
- Kiss Me Again (1978, Sire)

#### Loose Joints
- Pop Your Funk (1980, West End Records)
- Is It All Over My Face/Pop Your Funk (1980, West End Records)
- Is It All Over My Face (1980, West End Records)
- Tell You Today (1983, 4th and Broadway)

#### Felix
- Tiger Stripes (1984, Sleeping Bag Records)

#### Indian Ocean
- School Bell/Treehouse (1986, Sleeping Bag Records)

#### Lola
- Wax the Van (1987, Jump Street Records)
- I Need More (1988, Vinylmania)